# Municipio de Polk (condado de Washington)
El municipio de Polk (en inglés: Polk Township) es un municipio ubicado en el condado de Washington en el estado estadounidense de Indiana. En el año 2010 tenía una población de 2626 habitantes y una densidad poblacional de 28,17 personas por km².

## Geografía
El municipio de Polk se encuentra ubicado en las coordenadas 38°31′40″N 85°56′40″O / 38.52778, -85.94444. Según la Oficina del Censo de los Estados Unidos, el municipio tiene una superficie total de 93.22 km², de la cual 92,83 km² corresponden a tierra firme y (0,41 %) 0,39 km² es agua.

## Demografía
Según el censo de 2010, había 2626 personas residiendo en el municipio de Polk. La densidad de población era de 28,17 hab./km². De los 2626 habitantes, el municipio de Polk estaba compuesto por el 98,25 % blancos, el 0,11 % eran afroamericanos, el 0,15 % eran amerindios, el 0,19 % eran asiáticos, el 0,19 % eran de otras razas y el 1,1 % eran de una mezcla de razas. Del total de la población el 1,52 % eran hispanos o latinos de cualquier raza.